# 3. п. н. е.
3. п. н. е ере била је уобичајена година која почиње у сриједу или четвртак јулијанског календара и уобичајена година која почиње у уторак по пролептичком јулијанском календару. У то вријеме је била позната као година конзулства Лентула и Месале (или, ређе, 751. година Ab urde condita). Деноминација 3. п. н. e. за ову годину се користи од раног средњег вијека, када је календарска ера Anno Domini постала преовлађујући метод у Европи за именовање година.

## Догађаји
- Краљ Марободус од Маркомана организује, у области касније познатој као Бохемија, конфедерацију германских племена, са Хермундурима, Лангобардима, Семнонима и Вандалима.
- Луције Домиције Ахенобарб командује римском војском у Германији и прелази Лабу. Он гради pontes longi („дуге мостове“) преко мочвара између Рајне и Емса.

## Рођења
- 24. децембар — Галба, римски цар (у. 69)[1]
- Сенека, римски државник и филозоф.[2]